# عبد العزيز بن إدريس عمراوي
عبد العزيز بن إدريس الزموري قبيلة العمراوي الحسيني هو سياسي مغربي وُلد في مدينة فاس في المغرب في عام 1910، وكان أحد الموقعين على بيان الاستقلال إبان فترة الحماية الفرنسية على المغرب.
أغتيل عبد العزيز بن إدريس عمراوي في بلدة تحناوت الواقعة بالقرب من مدينة مراكش في 24 أبريل عام 1959.

## حياته
حصل عبد العزيز بن إدريس عمراوي على على دبلوم العلامة من جامعة القرويين في عام 1930، ونشط في نشر الدعوة إلى الإصلاح والفكر السلفي، كما لعب دورًا كبيرًا في محاربة سياسة الاحتلال الفرنسي وحركة الظهير البربري إبان فترة الانتداب الفرنسي في المغرب، وكان أحد الموقعين على بيان الاستقلال مما أدى إلى سجنه ونفيه عدة مرات في أعوام 1936 و1937 و1944 و1952.
شارك عبد العزيز بن إدريس عمراوي في تأسيس الحركة الوطنية الأولى لحركة الكتلة الديمقراطية، وشارك في تأسيس الحزب الوطني المغربي، وشارك في تأسيس حزب الاستقلال، وظل مفتشا لحزب الاستقلال حتى وفاته. كان عبد العزيز بن إدريس عمراوي من بين الموقعين على مطالب الشعب المغربي ومن بين الأعضاء الأربعة الذين قدموها للملك محمد الخامس في عام 1934.

## مؤلفاته
اشترك عبد العزيز بن إدريس عمراوي مع علاء الفاسي وشكيب أرسلان في تحقيق عدة أجزاء من كتاب ديوان العبر في المبتدأ والخبر لابن خلدون طُبع منها جزآن بمطبعة  النهضة في القاهرة في عام 1936 الموافق لعام 1355 الهجري، كما كتب مجموعة من المؤلفات كان من اهمها:
- كتاب في السيرة النبوية بستة لهجات من لهجات اللغة الأمازيغية كان قد ألفه خلال فترة سجنه بأغبالونكردوس، وكان يدرس كتابه للسجناء الوطنيين من مناطق زيان وسوس والريف المغربي والمغرب الشرقي.

## اغتياله
أغتيل عبد العزيز بن إدريس عمراوي في 24 أبريل عام 1959، والذي وافق يوم الجمعة 25 شوال عام 1378 هجرية، أثناء توجهه لإلقاء محاضرة في أحد مساجد بلدة تحناوت الواقعة بالقرب من مدينة مراكش بعدما باغته مجموعة أشخاص وقاموا بضربه بالعصي والحجارة، وكان عدد منهم مستقلين دراجة نارية ضربه أحدهم بالعصا على أذنه بينما طعنه آخر بسكين في قلبه فأرداه قتيلًا في الحال، ودُفن جثمانه في مقبرة العمراوي الواقعة بالقرب من باب الفتوح في مدينة فاس في المغرب.
اتهم بعض الأطراف عناصر من أعضاء الاتحاد الوطني للقوات الشعبية مثل المهدي بن بركة ومحمد البصري وعبد الرحمن اليوسفي بالوقوف وراء عملية اغتيال عبد العزيز بن إدريس عمراوي والتخطيط لها بينما لم يُكن هُناك أدلة تثبت هذه الادعاءات. كانت الشرطة المغربية قد بدأت التحقيق في الحادث في 25 أبريل عام 1959، واستمرت في تحقيقاتها حتى 22 يونيو عام 1961، وقد خلصت هذه التحقيقات إلى اتهام 21 شخصًا بمهاجمة عبد العزيز بن إدريس عمراوي والتسبب في قتله، وكان من بينهم ثلاثة متهمين رئيسيين هم لحسن بن محمد بن الحسين باشوش، ومحمد بن الحسين بن أحمد الأعور، ولحسن بن لحسن القهواجي. أحيل المتهمون إلى المحاكمة أمام محكمة العدل في 11 يوليو عام 1961، وترافع عنهم ثمانية محامين، ثُم قضت المحكمة في 24 يوليو عام 1961 بإعدام اثنين من المتهمين الباقيين على قيد الحياة، وهم لحسن بن محمد بن الحسين باشوش، ومحمد بن الحسين بن أحمد الأعور، بينما كان المتهم الثالث لحسن بن لحسن القهواجي قد فارق الحياة أثناء التحقيقات على أثر نوبة قلبية تعرض لها، كما حكمت المحكمة بالسجن المؤبد على اثنين من المتهمين الآخرين.